# Wirral, New Brunswick
Wirral är en ort i Kanada.   Den ligger i provinsen New Brunswick, i den sydöstra delen av landet, 700 km öster om huvudstaden Ottawa. Wirral ligger 64 meter över havet och antalet invånare är 226.
Terrängen runt Wirral är huvudsakligen platt. Wirral ligger nere i en dal. Trakten runt Wirral är nära nog obefolkad, med mindre än två invånare per kvadratkilometer.. Närmaste större samhälle är Fredericton Junction, 19,0 km nordväst om Wirral. 
I omgivningarna runt Wirral växer i huvudsak blandskog.